# Ostluwu
Ostluwu (indonesisch: Luwu Timur) ist ein Regierungsbezirk (Kabupaten) auf der indonesischen Insel Sulawesi. Der Bezirk ist Teil der Provinz Sulawesi Selatan und hat Malili am Ufer des Flusses Larona als Verwaltungssitz.

## Geographie
Der Kabupaten Luwu Timur ist nach Luwu Utara der zweitgrößte der Provinz und hat einen Flächenanteil von 14,88 Prozent.

### Lage und Ausdehnung
Der Regierungsbezirk ist der östlichste der Provinz Sulawesi Selatan und grenzt an zwei andere Provinzen: im Norden an Sulawesi Utara (Nordsulawesi) mit den Kabupaten Kolaka Utara und Konawe sowie im Norden (Kab. Poso und Morowali Utara) und Nordosten (Kab. Morowali) an die Provinz Sulawesi Tengah (Zentralsulawesi). Eine provinzinterne Grenze besteht mit dem Kabupaten Luwu Utara. Zudem besteht im Süden noch eine natürliche Grenze, die Küstenlinie des Golfes von Bone. Zum Bezirk gehören administrativ 44 Inseln (n. a. A.: 11).

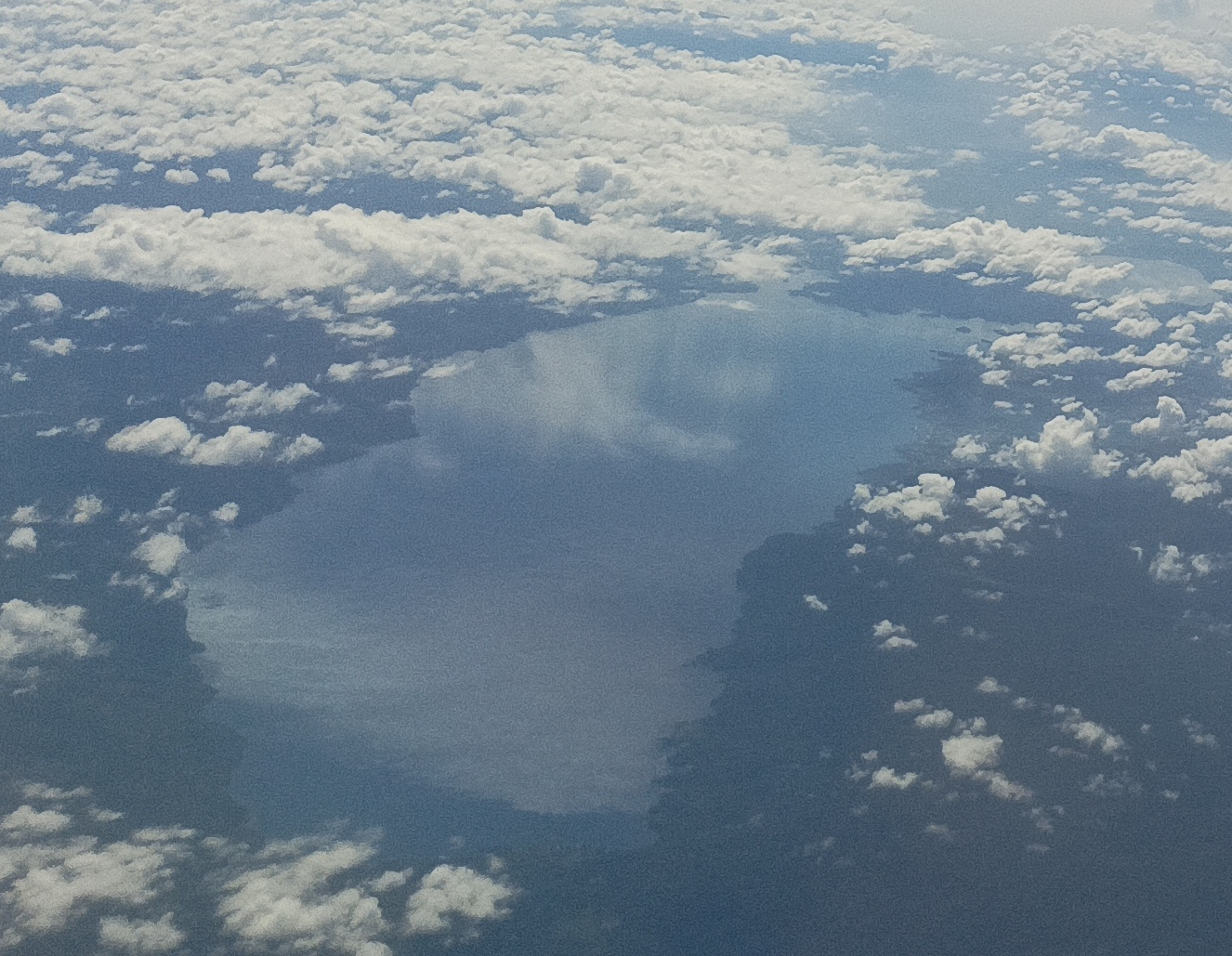
Luftansicht des Matanosees

Der Bezirk ist von vielen Wasserläufen durchzogen und es gibt zahlreiche große Seen tektonischen Ursprungs. Die fünf größten Seen sind Danau Matano (mit einer Fläche von 245,70 km²), Danau Mahalona (25 km²), Danau Towuti (585 km²), Tarapang Masapi (oder Danau Massapi) (2,43 km²) und Danau Lontoa (oder Wawantoa) (1,71 km²).

### Grenzpunkte
Der Regierungsbezirk liegt südlich des Äquators und hat folgende äußere Grenzpunkte:
| Richtung | Kode          | Kec.         | Desa            | Koordinaten         |
| -------- | ------------- | ------------ | --------------- | ------------------- |
| W        | 73.24.01.2001 | Mangkutana00 | Balai Kembang00 | 120°28′11,35″ ö. L. |
| N        | 73.24.01.2009 | Mangkutana00 | Kasintuwu       | 02°01′06,36″ s. Br. |
| O        | 73.24.03.2001 | Towuti       | Loeha           | 121°47′02,91″ ö. L. |
| S        | 73.24.03.2006 | Towuti       | Tokalimbo       | 03°01′01,71″ s. Br. |

## Verwaltungsgliederung
Der Bezirk Ostluwu gliedert sich in elf Distrikte (Kecamatan) zusammen, diese bestehen aus 128 Dörfern (indonesisch Desa), drei von ihnen sind als Kelurahan urbanen Typs. Eine weitere Untergliederung erfolgt in 441 Dusun (Weiler ?) und 1271 Rukun Tetangga (RT). Außerdem bestehen nur im Kecamatan Tomosi noch 4 RW (Rukun Warga) bzw. RK.

Die Lage der Kecamatan im Kabupaten

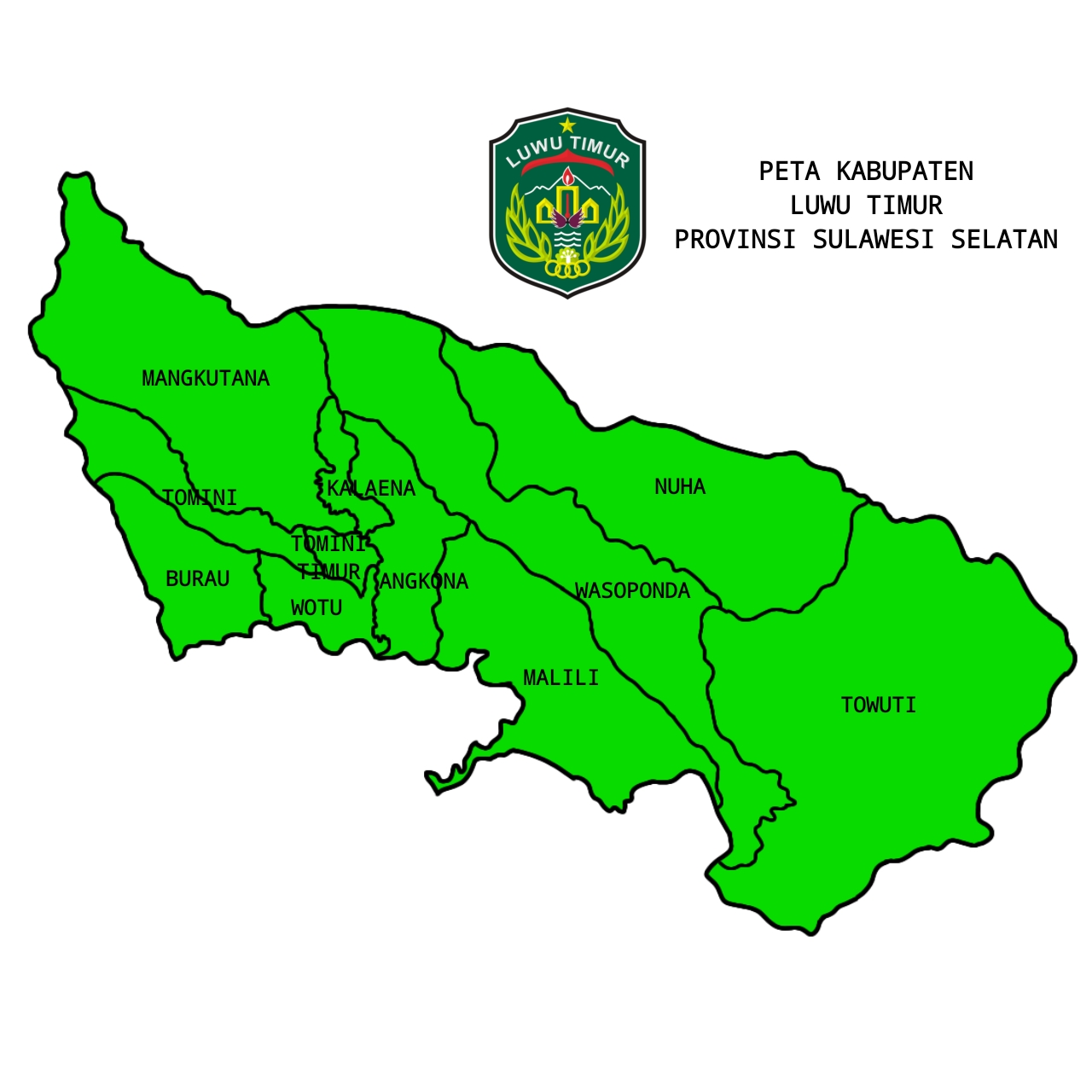
Verwaltungsübersicht

| Code 1)  | Kecamatan Distrikt | Ibukota Verwaltungssitz | Fläche (km²) | Einw. Zensus 2010 2) | Volkszählung 2020 3) | Volkszählung 2020 3) | Volkszählung 2020 3) | Anzahl der Desa |
| Code 1)  | Kecamatan Distrikt | Ibukota Verwaltungssitz | Fläche (km²) | Einw. Zensus 2010 2) | Einw. 3)             | 0Dichte 4)0          | Sex Ratio 5)         | Anzahl der Desa |
| -------- | ------------------ | ----------------------- | ------------ | -------------------- | -------------------- | -------------------- | -------------------- | --------------- |
| 73.24.01 | Mangkutana         | Wonorejo                | 1.147,02     | 19.839               | 22.232               | 19,4                 | 102,99               | 11              |
| 73.24.02 | Nuha               | Sorowako                | 859,71       | 20.087               | 23.399               | 27,2                 | 114,28               | 5 6)            |
| 73.24.03 | Towuti             | Langkea Raya            | 1.926,13     | 27.200               | 42.087               | 21,9                 | 111,50               | 18              |
| 73.24.04 | Malili             | Puncak Indah            | 883,62       | 32.699               | 42.826               | 48,5                 | 105,72               | 15 7)           |
| 73.24.05 | Angkona            | Solo                    | 294,93       | 21.681               | 25.075               | 85,0                 | 104,09               | 10              |
| 73.24.06 | Wotu               | Bawalipu                | 147,64       | 28.100               | 33.345               | 225,9                | 100,67               | 17              |
| 73.24.07 | Burau              | Burau                   | 275,40       | 30.875               | 34.214               | 124,2                | 103,67               | 18              |
| 73.24.08 | Tomoni             | Mandiri                 | 274,69       | 22.333               | 26.406               | 96,1                 | 103,36               | 13 8)           |
| 73.24.09 | Tomoni Timur       | Kertoraharjo            | 44,86        | 11.738               | 13.515               | 301,3                | 104,43               | 8               |
| 73.24.10 | Kalaena            | Kalaena Kiri            | 59,08        | 10.548               | 12.032               | 203,7                | 100,33               | 7               |
| 73.24.11 | Wasuponda          | Ledu-Ledu               | 834,85       | 17.969               | 21.610               | 25,9                 | 112,28               | 6               |
| 73.24    | Kab. Luwu Timur    | Kab. Luwu Timur         | 6.747,93     | 243.069              | 296.741              | 44,0                 | 105,97               | 125 / 3         |

## Geschichte

### Verwaltungsgeschichte
Der Kabupaten Luwu Timur entstand Anfang des Jahres 2003 als acht östlich gelegene Kecamatan aus dem Kabupaten Luwu Utara abgetrennt wurden. Der Mutterbezirk verlor hierbei ca. 48 Prozent seines Territoriums (6.944,88 von 14.447,46 km²) und ca. 42 Prozent seiner Bevölkerung (Angaben von 2005: 206.180 von 493.475). Bereits vor der Volkszählung von 2010 waren drei neue Kecamatan entstanden:
- 2006 Bildung von Tomoni Timur aus 7 Dörfern des Kec. Tomoni (PERDA, Peraturan Daerah Kabupaten Lutim No. 4 Tahunm 2006),
- Kalaena aus 5 Dörfern des Kec. Mangkutana sowie
- Wasuponda aus 6 Dörfern des Kec. Nuha.

## Demographie
Neben indonesisch wird im Regierungsbezirk die Bugis-Sprache und Bugis de sowie Wotu gesprochen.
Luwu Timur rangiert auf der 24-stelligen Bevölkerungsliste der Untereinheiten auf Rang 14 mit einem Anteil von 3,39 Prozent. Die Bevölkerungsdichte von 47,9 Einwohner je km² ist die zweitniedrigste in der Provinz, nur Luwu Utara ist noch dünner besiedelt (Angaben von 2024).
Von der Bevölkerung am Jahresende 2024 waren 50,69 (32,73) % ledig; 44,34 (60,49) % verheiratet; 1,39 (1,90) % geschieden sowie 3,57 (4,88) % verwitwet. Kursive Zahlen in Klammern beziehen sich auf die Bevölkerung ab dem Alter von 15 Jahren (237.085, das sind 73,31 Prozent der Gesamtbevölkerung). 17.534 Personen waren 65 Jahre und älter, das sind 5,42 Prozent des Kabupaten.

### Durchschnittswerte der administrativen Einheiten
Für das Jahr 2024 wurden folgende Durchschnittswerte für Einwohnerzahl und Fläche (km²) für die Distrikte und die Dörfer ermittelt.
| Durchschnitt pro …  | Kab. Luwu Timur0 | Kab. Luwu Timur0 | Prov. SULSEL0 | Prov. SULSEL0 |
| Durchschnitt pro …  | Einw.            | Fläche           | Einw.         | Fläche        |
| ------------------- | ---------------- | ---------------- | ------------- | ------------- |
| Kecamatan           | 29.402           | 613,27           | 30.442        | 144,83        |
| Desa u. Kelurahan00 | 02.5627          | 052,70           | 03.113        | 014,81        |

Luwu Timur hat durchschnittlich den größten Flächenanteil von allen 24 Untereinheiten der 2. Ebene (Kabupaten und Kota) pro Dorf und Distrikt.

### Soziale Daten 2020
| Merkmal                                                             | Kab. Luwu Timur | 0Prov. Sulawesi Selatan0 |
| ------------------------------------------------------------------- | --------------- | ------------------------ |
| Bevölkerung unterhalb der Armutsgrenze (Tsd.)00                     | 20,820          | 776,830                  |
| Anteil der „armen Bevölkerung“ (indonesisch Penduduk miskin) (%)000 | 6,850           | 8,720                    |
| Arbeitslosenrate (%)                                                | 4,460           | 6,310                    |
| Lebenserwartung bei der Geburt (Jahre)                              | 70,530          | 70,570                   |
| HDI-Index                                                           | 73,220          | 71,930                   |
| Analphabetenrate (in %, 15+ J.)                                     | 4,500           | 7,440                    |
| Anteil der Altersgruppen                                            | 0Real0          | 00.Prozentual0           |
| Kinder (<15 J.)                                                     | 82.9860         | 27,97                    |
| arbeitsfähige Bevölkerung (15–64 J.)                                | 198.7560        | 66,98                    |
| Rentner und Pensionäre (>65 J.)                                     | 14.9990         | 05,05                    |

### Religion und Bevölkerungsverteilung
| Religion           | 2020       | 2020     | 2020    | 2024 Anteil % |
| Religion           | Anzahl     | Anteil % | Gebäude | 2024 Anteil % |
| ------------------ | ---------- | -------- | ------- | ------------- |
| Islam              | 231.7090   | 76,710   | 389 9)  | 82,06         |
| Christen insg. 10) | 53.506 10) | 17,710   | 3110    | 15,17         |
| Davon:             |            |          |         |               |
| Protestanten       | 46.6260    | ~ 870    | 2660    | 13,64         |
| Katholiken         | 6.8800     | ~ 130    | 450     | 1,53          |
|                    |            |          |         |               |
| Hindus 11)         | 16.8200    | 5,570    | 460     | 2,76          |
| Buddhisten         | 40         | <0,010   | –0      | <0,01         |

| Jahr | Gesamt- Bevölkerung | Männer  | %     | Frauen  | %     | Sex Ratio 5) |
| 2016 | 293.978             | 151.787 | 51,63 | 142.191 | 48,37 | 106,75       |
| 2017 | 295.904             | 152.623 | 51,58 | 143.281 | 48,42 | 106,52       |
| 2018 | 299.975             | 154.391 | 51,47 | 145.584 | 48,53 | 106,05       |
| 2019 | 300.374             | 154.978 | 51,60 | 145.396 | 48,40 | 106,59       |
| 2020 | 302.039             | 155.726 | 51,56 | 146.313 | 48,44 | 106,43       |
| 2021 | 304.938             | 157.367 | 51,61 | 147.571 | 48,39 | 106,64       |
| 2022 | 308.530             | 159.043 | 51,55 | 149.487 | 48,45 | 106,39       |
| 2023 | 313.404             | 161.542 | 51,54 | 151.862 | 48,46 | 106,37       |
| 2024 | 323.422             | 166.934 | 51,61 | 156.488 | 48,39 | 106,68       |

Obige Tabelle gibt die durch die Zivilstandsbüros (Disdukcapil, indonesisch Dinas Kependudukan dan Pencatatan Sipil) veröffentlichten Fortschreibungsergebnisse zum Jahresende wieder.

### Aktuelle Daten der Bevölkerungsfortschreibung
Nachfolgende Tabelle gibt den Einwohnerstand nach Geschlecht zur Volkszählung 2020, Ende 2022 sowie zum Jahresende 2024 wieder. Letztere resultieren aus den Ergebnissen der Fortschreibung durch die örtlichen Zivilstandsbüros (Disdukcapil, indonesisch Dinas Kependudukan dan Pencatatan Sipil). Der aktuelle Einwohnerstand kann jederzeit in einer interaktiven Karte abgerufen werden.

| Kecamatan          | Zensus 2020 | Zensus 2020 | Zensus 2020 | Ende 2022 | Ende 2024 | Ende 2024 | Ende 2024 | Fläche km² | Bevöl kerungs dichte | Sex Ratio 5) |
| Kecamatan          | Insg.       | männl.      | weibl.      | Ende 2022 | Insg.     | männl.    | weibl.    | Fläche km² | Bevöl kerungs dichte | Sex Ratio 5) |
| ------------------ | ----------- | ----------- | ----------- | --------- | --------- | --------- | --------- | ---------- | -------------------- | ------------ |
| Mangkutana         | 11.280      | 10.952      | 22.232      | 22.485    | 23.000    | 11.636    | 11.364    | 1.118,48   | 20,56                | 102,39       |
| Nuha               | 12.479      | 10.920      | 23.399      | 23.844    | 24.978    | 13.471    | 11.507    | 756,92     | 33,00                | 117,07       |
| Towuti             | 22.188      | 19.899      | 42.087      | 45.310    | 50.605    | 26.831    | 23.774    | 2.080,13   | 24,33                | 112,86       |
| Malili             | 22.008      | 20.818      | 42.826      | 44.641    | 48.132    | 24.916    | 23.216    | 746,05     | 64,52                | 107,32       |
| Angkona            | 12.789      | 12.286      | 25.075      | 25.516    | 26.406    | 13.494    | 12.912    | 293,48     | 89,98                | 104,51       |
| Wotu               | 16.728      | 16.617      | 33.345      | 34.101    | 35.640    | 17.832    | 17.808    | 146,76     | 242,85               | 100,13       |
| Burau              | 17.415      | 16.799      | 34.214      | 34.529    | 36.703    | 18.636    | 18.067    | 297,88     | 123,21               | 103,15       |
| Tomoni             | 13.421      | 12.985      | 26.406      | 26.986    | 28.654    | 14.543    | 14.111    | 251,31     | 114,02               | 103,06       |
| Tomoni Timur       | 6.904       | 6.611       | 13.515      | 13.741    | 14.141    | 7.235     | 6.906     | 49,41      | 286,22               | 104,76       |
| Kalaena            | 17.456      | 16.186      | 33.642      | 12.211    | 12.383    | 6.257     | 6.126     | 84,89      | 145,88               | 102,14       |
| Wasuponda          | 17.456      | 16.186      | 33.642      | 22.157    | 22.780    | 12.083    | 10.697    | 920,26     | 24,75                | 112,96       |
| Kab. Luwu Timur000 | 152.668     | 144.073     | 296.741     | 305.521   | 323.422   | 166.934   | 156.488   | 6.745,55   | 47,95                | 106,68       |